# Calanthemis aurescens
Calanthemis aurescens es una especie de escarabajo longicornio del género Calanthemis, tribu Clytini, subfamilia Cerambycinae. Fue descrita científicamente por Hintz en 1911.

## Descripción
Mide 10,5-11 milímetros de longitud.

## Distribución
Se distribuye por República Democrática del Congo.